# U-vending
U-vending er en manøvre i trafikken, hvor man vender køretøjet 180 grader, og kører videre i modsatte vejbane.
Navnet kommer af, at manøvren ligner et U. En u-vending kan bruges, når man er kørt forkert. Vendingen kræver dog, at der er rigelig med plads til at vende, og at der ikke er andre køretøjer i modsatte vejbane og i nærheden.
Nogle steder er vendingen ikke tilladt, f.eks hvis der er spærrelinie eller venstresving forbudt. Andre steder er der ramper, som man kan køre op på, hvis man ønsker at udføre en u-vending.